# ハインリヒ27世 (弟系ロイス侯)
ハインリヒ27世・ロイス・ユンゲレリーニエ（Heinrich XXVII. Reuß jüngere Linie, 1858年11月10日 - 1928年11月21日）は、最後の弟系ロイス侯（在位：1913年 - 1918年）。

## 生涯
弟系ロイス侯ハインリヒ14世とその最初の妻でヴュルテンベルク公オイゲンの娘であるアグネスの間の一人息子として生まれた。1913年に父が死ぬと、弟系ロイス侯位を継ぐと同時に、重い障害を持つ同族の兄系ロイス侯国の統治者ハインリヒ24世の摂政の地位も受け継いだ。しかし1918年のドイツ革命により、君主の身分を失った。
ハインリヒ27世は1927年のハインリヒ24世の死により、ロイス侯家全体の家長となったが、その翌年に亡くなり、息子のハインリヒ45世が名目上のロイス侯を引き継いだ。

## 子女
1884年11月11日にランゲンブルクにおいて、ホーエンローエ＝ランゲンブルク侯ヘルマンの娘エリーゼ（1864年 - 1925年）と結婚し、間に5人の子女をもうけた。
- ヴィクトリア・フェオドラ（1889年 - 1918年） - 1917年、メクレンブルク公アドルフ・フリードリヒと結婚
- ルイーゼ・アーデルハイト（1890年 - 1951年）
- ハインリヒ40世（1891年）
- ハインリヒ43世（1893年 - 1912年）
- ハインリヒ45世（1895年 - 1945年） - ロイス家家長

| 先代 ハインリヒ14世 | 弟系ロイス侯 1913年 - 1918年                                    | 次代 -                          |
| 先代 -              | 〈名目上〉弟系ロイス侯 ロイス＝シュライツ家家長 1918年 - 1927年 | 次代 ロイス＝グライツ家との統合 |
| 先代 新しく創設     | 〈名目上〉ロイス侯 ロイス家家長 1927年 - 1928年                 | 次代 ハインリヒ45世             |